# 伯靈頓 (新澤西州)
伯靈頓（英語：Burlington）是一個位於美國新澤西州伯靈頓縣的城市。

## 人口
根據2020年美國人口普查的數據，伯靈頓的面積為9.72平方千米，當中陸地面積為7.86平方千米，而水域面積為1.86平方千米。當地共有人口9743人，而人口密度為每平方千米1,002人。